# Quân đoàn cơ giới hóa (Liên Xô)
Quân đoàn cơ giới hóa là hình thức tổ chức đội hình tác chiến được Liên Xô sử dụng trước và trong Chiến tranh thế giới thứ hai.

## Giai đoạn đầu phát triển
Ở nước Nga Xô Viết, thuật ngữ lực lượng thiết giáp (còn được gọi là Bronevyye sily) có trước quân đoàn cơ giới hóa. Chúng bao gồm các đơn vị thiết giáp tự hành ( avtobroneotryady ) như xe bọc thép và xe lửa bọc thép. Nước này không có xe tăng trong giai đoạn Nội chiến 1918–1920.

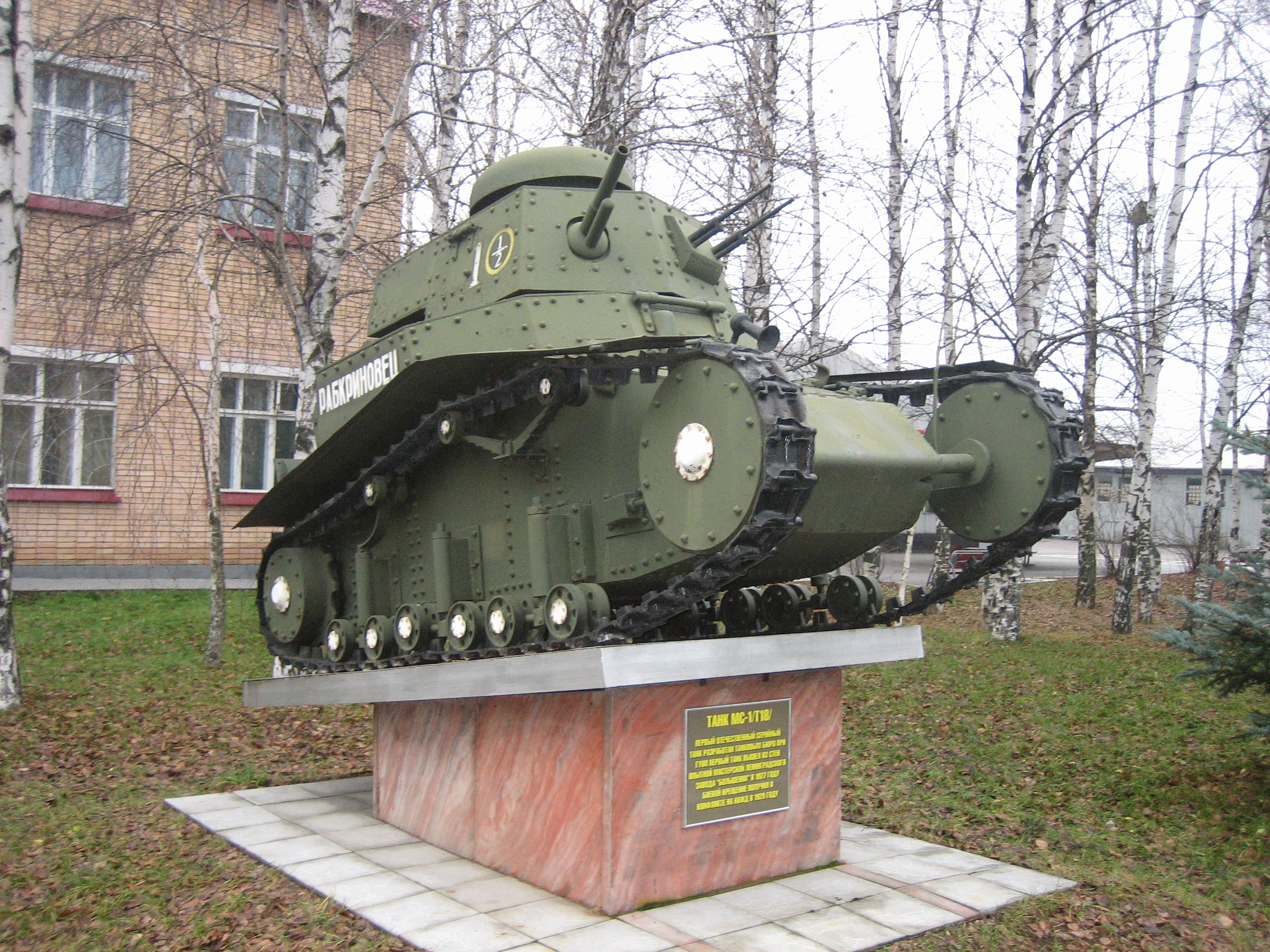
Xe tăng MS-1 sản xuất năm 1929 - phương tiện chủ lực trong các quân đoàn cơ giới hóa giai đoạn đầu

Vào tháng 1 năm 1918, Hồng quân thành lập các Đơn vị Thiết giáp Liên Xô (Sovet bronevykh chastey , hay Tsentrobron '), sau đó được đổi tên thành Tổng cục Thiết giáp Trung ương và sau đó một lần nữa trở thành Tổng cục Thiết giáp (Glavnoye bronevoye upravleniye). Vào tháng 12 năm 1920, Hồng quân đã nhận được những chiếc xe tăng hạng nhẹ đầu tiên của mình, được lắp ráp tại Nhà máy Sormovo. Năm 1928, Liên Xô bắt đầu sản xuất xe tăng MS-1 (Malyy Soprovozhdeniya 1). Năm 1929, thành lập Ban Cơ giới hóa Trung ương của Hồng quân. Xe tăng đã trở thành một phần của quân đoàn cơ giới.
Trong thời gian này dựa trên kinh nghiệm của Nội chiến về độ thọc sâu của các đội hình cơ động bằng ngựa, các nhà lý luận quân sự Liên Xô như Vladimir Triandafillov (sinh ở Pontus, cha mẹ là người Hy Lạp) và Konstantin Kalinovsky đã xây dựng các nguyên tắc tác chiến của các đơn vị thiết giáp, mô phỏng việc sử dụng quy mô lớn xe tăng trong các tình huống khác nhau với sự phối hợp của các đơn vị khác. Vào giữa những năm 1930, những ý tưởng này đã được phản ánh phản ánh trong lý thuyết Tác chiến chiều sâu. Từ nửa sau của những năm 1920, quá trình phát triển tác chiến xe tăng đã diễn ra tại Kazan, nơi Reichswehr của Đức được phép tham gia.
Năm 1930, Lữ đoàn cơ giới hóa số 1 có trung đoàn xe tăng với 110 xe. Hai quân đoàn cơ giới hóa đầu tiên là Quân đoàn cơ giới 11 ở Quân khu Leningrad và Quân đoàn cơ giới số 45 ở Quân khu Ukraina được thành lập vào năm 1932. Cùng năm đó, Hồng quân thành lập Học viện Quân sự Cơ giới hóa của Hồng quân (tồn tại cho đến năm 1998 với tên gọi là Học viện Quân sự Thiết giáp mang tên Rodion Malinovsky). Sĩ quan thiết giáp đầu tiên là Mikhail Katukov có quân hàm thiếu tá đầu tiên với tư cách là chỉ huy Lữ đoàn xe tăng hạng nhẹ 5 thuộc Quân đoàn cơ giới 45 vào năm 1938.
Trong các năm 1931–1935, Hồng quân đã trang bị các loại xe tăng hạng nhẹ, hạng trung và sau này là hạng nặng khác nhau. Đến đầu năm 1936, Hông quân đã có bốn quân đoàn cơ giới hóa, sáu lữ đoàn cơ giới hóa độc lập, sáu trung đoàn xe tăng độc lập, mười lăm trung đoàn cơ giới hóa trong các sư đoàn kỵ binh và một số lượng đáng kể các tiểu đoàn và đại đội xe tăng. Sự ra đời của các đơn vị cơ giới hóa và xe tăng đã đánh dấu buổi bình minh của một nhánh lực lượng vũ trang mới, được gọi là lực lượng thiết giáp. Năm 1937, Tổng cục Cơ giới và Cơ giới hóa Trung ương được đổi tên thành Tổng cục Ô tô Thiết giáp ( Avtobronetankovoye upravleniye) và sau đó là Tổng cục Đơn vị Ô tô Thiết giáp (Glavnoye avtobronetankovoye upravleniye ), do Dmitry Pavlov đứng đầu. Việc này được thực hiện dưới thời Nguyên soái Tukhachevsky, một trong những vị tướng bị tử hình vào tháng 6 năm 1937 trong cuộc Đại thanh trừng.
Các đơn vị thiết giáp của Liên Xô đã thu được một số kinh nghiệm chiến đấu trong Trận hồ Khasan (1938), Trận Khalkhin Gol (1939) và Chiến tranh Mùa đông với Phần Lan (1939–1940). Nhưng những hoạt động này cùng với việc quan sát thực tiễn trong Nội chiến Tây Ban Nha, khiến Bộ trưởng Bộ Quốc phòng Nguyên soái Voroshilov kết luận rằng đội hình quân đoàn cơ giới hóa quá cồng kềnh. Một chỉ thị được đưa ra vào tháng 11 năm 1939 quyết định giải tán các lực lượng này, phân phối các đơn vị trực thuộc vào giữa đội hình bộ binh. Đây là một sai lầm, vì thành công của các sư đoàn xe tăng Đức ở Pháp đã cho thấy hiệu quả của loại hình tác chiến này, vào tháng 5 năm 1940, Voroshilov được thay thế bởi Nguyên soái Timoshenko. Nguyên soái tương lai Zhukov đã rút ra những kết luận khác nhau từ kinh nghiệm của chính mình từ Khalkhin Gol và các trận chiến khác.
Quyết định này đã bị đảo ngược, ngày 6 tháng 7 năm 1940 NKO ra lệnh thành lập chín quân đoàn cơ giới hóa mới. Từ tháng 2 đến tháng 3 năm 1941, bắt đầu thành lập thêm 20 quân đoàn. Đến tháng 6 năm 1941, 29 quân đoàn được thành lập trong Hồng quân, mặc dù số quân biên chế  đã thay đổi đáng kể. Tuy nhiên, không đủ thời gian để cải tổ toàn bộ các đơn vị quân đoàn cơ giới hóa và để chúng đạt được hiệu quả như cũ trước cuộc tấn công của quân Đức vào tháng 6 năm 1941.

## Biên chế của một quân đoàn cơ giới hóa năm 1941
- 2 Sư đoàn xe tăng
  - 2 Trung đoàn xe tăng
  - Trung đoàn súng trường cơ giới
  - Trung đoàn lựu pháo cơ giới
  - Trực thuộc sư đoàn
    - Tiểu đoàn Phòng không
    - Tiểu đoàn Thiết giáp trinh sát
    - Tiểu đoàn Xe tải
    - Tiểu đoàn Bảo dưỡng
    - Tiểu đoàn Quân y
- 1 Sư đoàn cơ giới
  - 2 Trung đoàn Súng trường Cơ giới
  - Trung đoàn xe tăng hạng nhẹ
  - Trung đoàn pháo binh cơ giới
  - Trực thuộc sư đoàn
    - Tiểu đoàn Chống tăng
    - Tiểu đoàn Phòng không
    - Tiểu đoàn Trinh sát
    - Tiểu đoàn Xe tải
    - Đoàn tàu xe lửa
- Trực thuộc Quân đoàn
  - 1 Trung đoàn cơ giới
  - 1 Tiểu đoàn Tín hiệu
  - 1 Tiểu đoàn Công binh Cơ giới
  - 1 Phi đội không quân

Tổng cộng biên chế
1.031 xe tăng (420 xe T-34, 126 KV, 485 xe tăng hạng nhẹ)
36.100 quân
5 Trung đoàn xe tăng với 20 Tiểu đoàn xe tăng
4 Trung đoàn súng trường cơ giới với 12 tiểu đoàn súng trường cơ giới
3 trung đoàn pháo binh / lựu pháo cơ giới với 6 tiểu đoàn pháo binh
Biên chế theo cách này được coi là quá nhều xe tăng, không đủ bộ binh hoặc pháo binh để hỗ trợ đội hình xe tăng. Biên chế chiến đấu năm 1942 linh hoạt hơn nhiều.

## Biên chế của một quân đoàn cơ giới hóa năm 1944
- 3 Lữ đoàn cơ giới hóa
  - 1 Trung đoàn xe tăng
  - 3 Tiểu đoàn súng trường cơ giới
  - 1 Đại đội súng tiểu liên
  - 1 Đại đội súng chống tăng
  - 1 Tiểu đoàn súng cối
  - 1 Tiểu đoàn pháo binh
  - 1 Đại đội súng máy phòng không
  - 1 Đại đội Công binh phá mìn
  - 1 Đại đội Xe lửa
  - 1 Trung đội quân y
- 1 Lữ đoàn xe tăng
  - 3 tiểu đoàn xe tăng
  - 1 Tiểu đoàn súng cơ giới
  - 1 Đại đội súng máy phòng không
  - 1 Đại đội Xe lửa
  - 1 Trung đội quân y
- 3 Trung đoàn Pháo tự hành xung kích
- 1 Tiểu đoàn mô tô
- 1 Trung đoàn súng cối
- 1 Trung đoàn Phòng không
- 1 Tiểu đoàn Pháo phản lực

Tổng biên chế:
246 phương tiện chiến đấu bọc thép (183 T-34, 21 SU-76, 21 ISU-122, 21 ISU-152)
16.438 quân
3 Trung đoàn xe tăng và 3 Tiểu đoàn xe tăng
9 Tiểu đoàn súng trường cơ giới và 1 Tiểu đoàn súng tiểu liên cơ giới
3 Tiểu đoàn pháo binh cơ giới

## Danh sách quân đoàn cơ giới hóa của Liên Xô
- Quân đoàn cơ giới hóa 1
- Quân đoàn cơ giới hóa 2
- Quân đoàn cơ giới hóa 3
- Quân đoàn cơ giới hóa 4
- Quân đoàn cơ giới hóa 5
- Quân đoàn cơ giới hóa 6
- Quân đoàn cơ giới hóa 7
- Quân đoàn cơ giới hóa 8
- Quân đoàn cơ giới hóa 9
- Quân đoàn cơ giới hóa 10
- Quân đoàn cơ giới hóa 11
- Quân đoàn cơ giới hóa 12
- Quân đoàn cơ giới hóa 13
- Quân đoàn cơ giới hóa 14
- Quân đoàn cơ giới hóa 15
- Quân đoàn cơ giới hóa 16
- Quân đoàn cơ giới hóa 17
- Quân đoàn cơ giới hóa 18
- Quân đoàn cơ giới hóa 19
- Quân đoàn cơ giới hóa 20
- Quân đoàn cơ giới hóa 21
- Quân đoàn cơ giới hóa 22
- Quân đoàn cơ giới hóa 23
- Quân đoàn cơ giới hóa 24
- Quân đoàn cơ giới hóa 25
- Quân đoàn cơ giới hóa 26
- Quân đoàn cơ giới hóa 27
- Quân đoàn cơ giới hóa 28
- Quân đoàn cơ giới hóa 29
- Quân đoàn cơ giới hóa 30

### Cận vệ
- Quân đoàn cơ giới hóa cận vệ 1
- Quân đoàn cơ giới hóa cận vệ 2
- Quân đoàn cơ giới hóa cận vệ 3
- Quân đoàn cơ giới hóa cận vệ 4
- Quân đoàn cơ giới hóa cận vệ 5
- Quân đoàn cơ giới hóa cận vệ 6
- Quân đoàn cơ giới hóa cận vệ 7
- Quân đoàn cơ giới hóa cận vệ 8
- Quân đoàn cơ giới hóa cận vệ 9